# Astro Boy (pel·lícula)
Astro Boy és una pel·lícula d'animació basada en la popular sèrie de manga i anime del mateix nom d'Osamu Tezuka. Aquesta és la tercera pel·lícula d'animació produïda pels estudis d'Imagi Animation, productora de TMNT el 2007 i de Gatchaman, que es va estrenar el 2009.

## Argument
La trama gira al voltant del jove Astroboy, un robot que iniciarà un viatge en busca de l'acceptació i experimentant la traïció, abans que ell torni a Metro City i es reconciliï amb el pare que l'havia rebutjat.
Tot comença quan el professor Tenma realitza una demostració d'un nou robot anomenat "el protector de la Pau". Aquest usa l'energia positiva extreta d'un fragment de meteorit extraterrestre, però en treure tota l'energia positiva queda un residu d'energia negativa, la qual atrau al cap de l'armada, ordenant substituir l'energia positiva per la negativa i carregar al nou robot. Això ocasiona un desastre en què mor el fill del Professor Tenma.
Aquest, destrossat, crea un robot superpoderós fet a  imatge del seu fill, utilitzant l'energia positiva per donar-li vida, però en un moment de frustració el vol destruir, ja que sap que el seu fill no pot ser substituït. Astroboy fuig a causa del rebuig del seu pare i es veu envoltat per les forces armades que volen el trosset d'energia positiva que ell té. Aconsegueix escapar per trobar-se en un nou món per ell, l'anomenada superfície, on estan tots els robots descartats. Allà troba nous amics, tant robots com humans, aquests últims no saben que és un robot i l'accepten com un d'ells, fins que Astro és traït i lliurat a les forces militars. Llavors, el seu pare es penedeix de voler-lo destruir, i el deixa escapar. El robot es troba en una batalla apocalíptica contra un ferotge robot militar destructiu. L'única esperança per salvar el món, és que la força positiva d'Astro i la força negativa del monstre es destrueixin mútuament.

## Fitxa de pel·lícula
- Títol original: Astro Boy
- Direcció: David Bowers
- Producció: Maryann Garger
- Guió: Basat en el còmic d'Osamu Tezuka, Astroboy
- País: Estats Units
- Any: 2009